# Unterseeboot 501
Le Unterseeboot 501 (ou U-501) est un sous-marin allemand utilisé par la Kriegsmarine pendant la Seconde Guerre mondiale.

## Historique
Après avoir reçu sa formation de base à Wilhelmshaven au sein de la 2. Unterseebootsflottille jusqu'au 31 août 1941, il rejoint sa flottille de combat à la base sous-marine de Lorient, toujours avec la 2. Unterseebootsflottille.
L'U-501 a été coulé le 10 septembre 1941 à 23h30, au sud de Angmagsalik au Groenland dans le détroit de Danemark à la position géographique de 62° 50′ N, 37° 50′ O par des charges de profondeur lancées par les corvettes canadiennes HMCS Chambly et HMCS Moosejow.

11 membres de l'équipage sur 48 sont tués lors de cette attaque.

## Affectations successives
- 2. Unterseebootsflottille du 30 avril 1941 au 10 septembre 1941

## Commandement
- Korvettenkapitän Hugo Förster du 30 avril 1941 au 10 septembre 1941

## Navires coulés
Il a coulé 1 navire de 2 000 tonneaux au cours de sa seule patrouille qu'il effectua.
| Date             | Nom    | Nationalité | Tonnage | Convoi | Fait  |
| ---------------- | ------ | ----------- | ------- | ------ | ----- |
| 5 septembre 1941 | Einvik | Norvège     | 2 000   | CS-41  | Coulé |